# Tyrell Barringer-Tahiri
Tyrell Charles Barringer-Tahiri (ur. 20 kwietnia 1994 w Dunedin) – piłkarz z Wysp Cooka grający na pozycji środkowego obrońcy w klubie Mount Albert-Ponsonby.

## Kariera klubowa

### Grants Braes AFC
Barringer-Tahiri grał dla Grants Braes AFC w 2012 roku. Wystąpił dla nich w 16 spotkaniach, zdobywając 2 bramki.

### Tasman United
Barringer-Tahiri przeszedł do Tasman United 3 września 2016. Zadebiutował on dla tego klubu 20 listopada 2016 w wyjazdowym meczu z Hamilton Wanderers AFC (wyg. 2:3). Jego drugim spotkaniem było wyjazdowe starcie przeciwko Southern United FC, rozegrane 18 grudnia 2021 (przeg. 3:1). Były to jedyne mecze, jakie Barringer-Tahiri rozegrał dla Tasman United.

### Puaikura FC
Barringer-Tahiri przeniósł się do Puaikury FC 17 stycznia 2017. Z zespołem tym wywalczył on awans do Ligi Mistrzów OFC. Piłkarz wystąpił w każdym z trzech spotkań grupowych, jednak Puaikura FC przegrała wszystkie swoje mecze i odpadła tym samym z turnieju.

### Tupapa FC
Barringer-Tahiri przeszedł do Tupapy FC 1 stycznia 2018. Piłkarz ten dwukrotnie (sezony 2018 i 2019) awansował z tą drużyną do Ligi Mistrzów OFC. Rozegrał w niej pięć meczów, wszystkie przegrane. Tupapa FC w każdej edycji odpadała już po fazie grupowej. Barringher-Tahiri strzelił swoją pierwszą bramkę dla tego klubu 27 stycznia 2019 w meczu eliminacji do Ligi Mistrzów OFC rozegranym przeciwko Kiwi FC (wyg. 4:1). Zanotował także asystę.

### Mount Albert-Ponsonby
Barringer-Tahiri przeniósł się do Mount Albert-Ponsonby 1 lipca 2019.

## Kariera reprezentacyjna
| Mecze i gole w reprezentacji | Mecze i gole w reprezentacji | Mecze i gole w reprezentacji | Mecze i gole w reprezentacji | Mecze i gole w reprezentacji | Mecze i gole w reprezentacji | Mecze i gole w reprezentacji | Mecze i gole w reprezentacji         |
| Wyspy Cooka U-17             | Wyspy Cooka U-17             | Wyspy Cooka U-17             | Wyspy Cooka U-17             | Wyspy Cooka U-17             | Wyspy Cooka U-17             | Wyspy Cooka U-17             | Wyspy Cooka U-17                     |
| Lp.                          | Data                         | Miejsce                      | Gospodarz                    | Gość                         | Wynik                        | Gol                          | Rozgrywki                            |
| ---------------------------- | ---------------------------- | ---------------------------- | ---------------------------- | ---------------------------- | ---------------------------- | ---------------------------- | ------------------------------------ |
| 1.                           | 11.01.2011                   | Auckland                     | Nowa Kaledonia U-17          | Wyspy Cooka U-17             | 8:1                          | Gol                          | Puchar Narodów Oceanii U-17 2011     |
| 2.                           | 13.01.2011                   | Auckland                     | Tahiti U-17                  | Wyspy Cooka U-17             | 1:0                          |                              | Puchar Narodów Oceanii U-17 2011     |
| 3.                           | 15.01.2011                   | Auckland                     | Tonga U-17                   | Wyspy Cooka U-17             | 2:6                          | Gol                          | Puchar Narodów Oceanii U-17 2011     |
| 4.                           | 17.01.2011                   | Luganville                   | Wyspy Salomona U-17          | Wyspy Cooka U-17             | 4:1                          |                              | Puchar Narodów Oceanii U-17 2011     |
| Wyspy Cooka                  |                              |                              |                              |                              |                              |                              |                                      |
| Lp.                          | Data                         | Miejsce                      | Gospodarz                    | Gość                         | Wynik                        | Gol                          | Rozgrywki                            |
| 1.                           | 31.08.2015                   | Nukuʻalofa                   | Tonga                        | Wyspy Cooka                  | 0:3                          |                              | Mistrzostwa Świata 2018 – eliminacje |
| 2.                           | 02.09.2015                   | Nukuʻalofa                   | Samoa                        | Wyspy Cooka                  | 0:1                          | Gol                          | Mistrzostwa Świata 2018 – eliminacje |
| 3.                           | 04.09.2015                   | Nukuʻalofa                   | Samoa Amerykańskie           | Wyspy Cooka                  | 2:0                          |                              | Mistrzostwa Świata 2018 – eliminacje |